# Горњи Скрад
Горњи Скрад је насељено мјесто у општини Крњак, на Кордуну, Карловачка жупанија, Република Хрватска.

## Историја
До територијалне реорганизације насеље се налазио у саставу бивше велике општине Карловац. Горњи Скрад се од распада Југославије до августа 1995. године налазио у Републици Српској Крајини.

## Култура
У Горњем Скраду је сједиште истоимене парохије Српске православне цркве. Парохија Горњи Скрад припада Архијерејском намјесништву карловачком у саставу Епархије Горњокарловачке. У Горњем Скраду се налази храм Српске православне цркве посвећен Светом великомученику цару Лазару, саграђен 1932. године, и храм посвећен Светом великомученику Георгију, који је запаљен током Другог свјетског рата. Парохију сачињавају: Горњи Скрад, Чатрња, Велика Црквина, Велики Козинац, Мали Козинац и Косијерско Село.

## Становништво
Горњи Скрад је према попису из 2011. године имао 67 становника.
| Националност       | 1991. | 1981. | 1971. | 1961. |
| Срби               | 66    | 83    | 98    | 112   |
| Хрвати             | 0     | 0     | 1     | 0     |
| остали и непознато | 2     |       |       |       |
| Укупно             | 68    | 83    | 99    | 112   |

| Демографија | Демографија | Демографија |
| Година      | Становника  | Становника  |
| ----------- | ----------- | ----------- |
| 1961.       | 112         |             |
| 1971.       | 99          |             |
| 1981.       | 83          |             |
| 1991.       | 68          |             |
| 2001.       | 37          |             |
| 2011.       |             | 67          |

## Знамените личности
- Бранко Добросављевић, протојереј Српске православне цркве